# Transformers: Convoy no Nazo
Transformers: Convoy no Nazo (トランスフォーマー コンボイの謎, Toransufōmā: Konboi no Nazo, Transformers: Mystery of Convoy) is een computerspel uit 1986 voor de Nintendo Famicom. Het spel is gebaseerd op het Transformers-franchise.
Het spel is ontwikkeld en uitgebracht door Takara, en is alleen in Japan uitgegeven. De titel kan worden vertaald als Transformers: The Mystery of Optimus Prime.
Het spel werd gemaakt om te verklaren waarom Optimus Prime in de Transformers televisieserie opeens was verdwenen. De film The Transformers: The Movie, waarin te zien was dat Optimus was omgekomen, was niet uitgebracht in Japan.

## Gameplay
De speler neemt de rol aan van Ultra Magnus. Hij moet zich en weg vechten door 9 horizontale en verticale levels. Zijn tegenstanders zijn Decepticons, met aan het eind van elk level een eindbaas. Ultra Magnus kan veranderen in een autodrager wat het makkelijker voor hem maakt om vijandige aanvallen te ontwijken. Onderweg kan hij power-ups oppakken voor extra vuurkracht en de mogelijkheid om te vliegen.
Een ander bespeelbaar personage is Rodimus Prime. Hij kan worden ontsloten door de letters die zijn naam spellen te verzamelen.

## Ontvangst
Het spel werd door spelers ervaren als erg moeilijk vanwege de soms slechte programmering. Vijandige projectielen bewogen erg snel en waren vaak niet te onderscheiden van de achtergrond. Ook de transformatie van voertuigmode naar robotmode duurde soms erg lang. Het spel werd dan ook met negatieve reacties ontvangen.